# Bryonembia amplialata
Bryonembia amplialata är en insektsart som beskrevs av Ross 2003. Bryonembia amplialata ingår i släktet Bryonembia och familjen Andesembiidae.
Artens utbredningsområde är Peru. Inga underarter finns listade i Catalogue of Life.